# Přítok

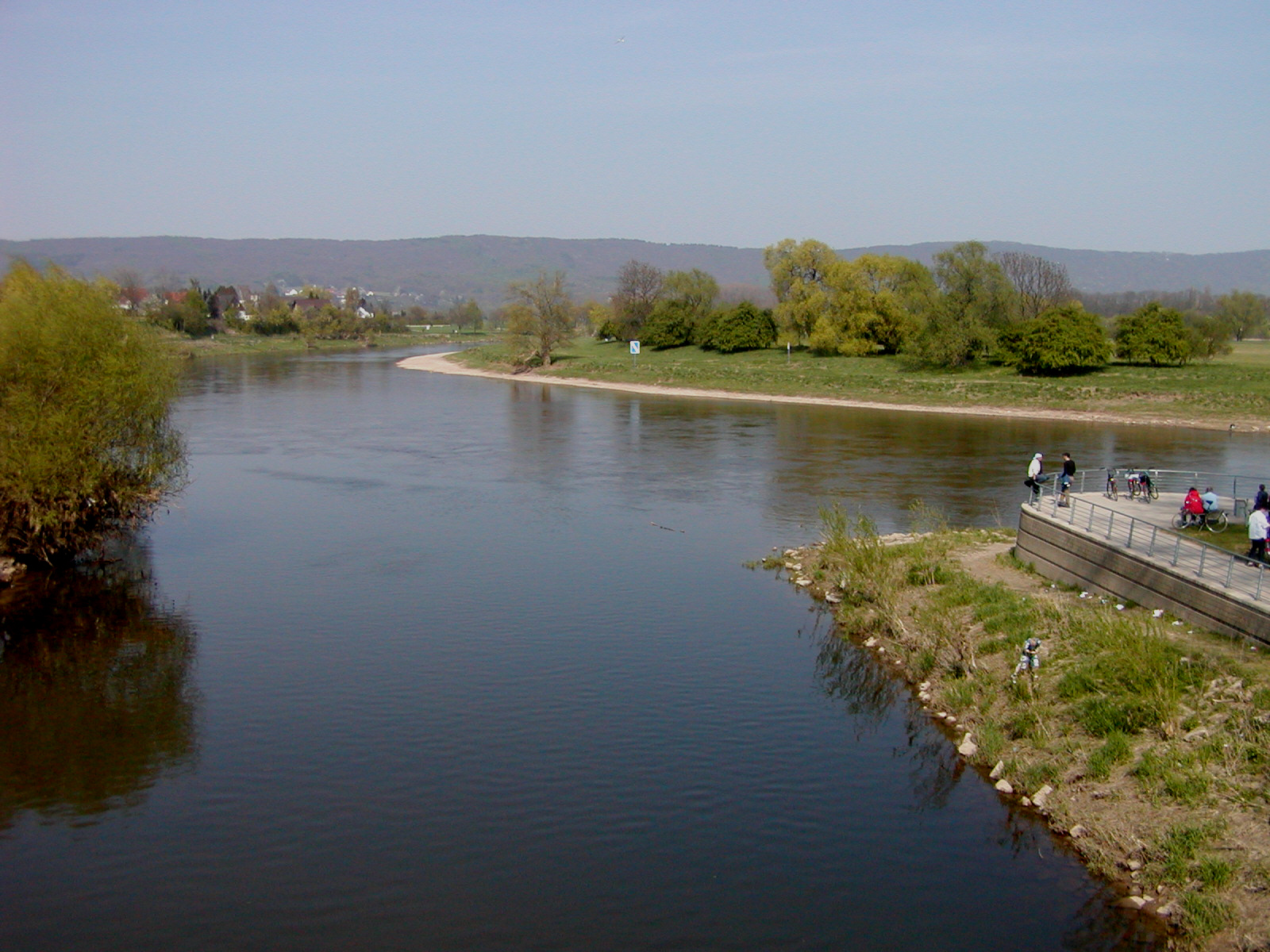
Pohled nad řekou Werre (levý přítok) do řeky Wesery

Přítok je tok nižšího řádu, zpravidla řeka nebo potok, jenž se vlévá do toku vyššího řádu. Obvykle se vyznačuje menší délkou, vodností, plochou povodí a také odlišným směrem říčního údolí. Rozlišují se přítoky různých řádů, podle toho, zda se vlévají do hlavní řeky I. řádu nebo do jejich přítoků. Přítok může také ústit do jezera nebo přehrady a v širším smyslu je tok I. řádu přítokem moře popř. oceánu.
Místo, kde přítok přitéká do toku vyššího řádu, se nazývá soutok.
Přítoky můžeme rozdělit na pravé a levé. Pravý či levý přítok určíme, podobně jako pravý či levý břeh, pohledem po proudu řeky.
Každý vodní tok někam teče, v tomto smyslu každý je přítokem. Například řeka Kamenice se vlévá ve Hřensku zprava do řeky Labe, je tedy pravým přítokem Labe. Pokud od místa soutoku nese vodní tok jiné jméno než kterýkoliv z toků nad soutokem, nazýváme slévající se vodní toky zdrojnicemi toku pod soutokem.